# Stipulation
Stipulation, överenskommelse om definitionen av ett begrepp.
Inom språkvetenskapen skiljer man mellan en normativ och deskriptiv beskrivning av språket. En stipulativ beskrivning är normerande; alltså en där man bestämmer hur ord, grammatiska regler, ortografi etc. skall vara och en deskriptiv där man istället beskriver hur det faktiskt används av språkanvändarna. Grund- och gymnasieskolan brukar anses ge en stipulativ beskrivning medan högre studier istället tenderar att ge en deskriptiv.